# شرکت پالایش نفت جی

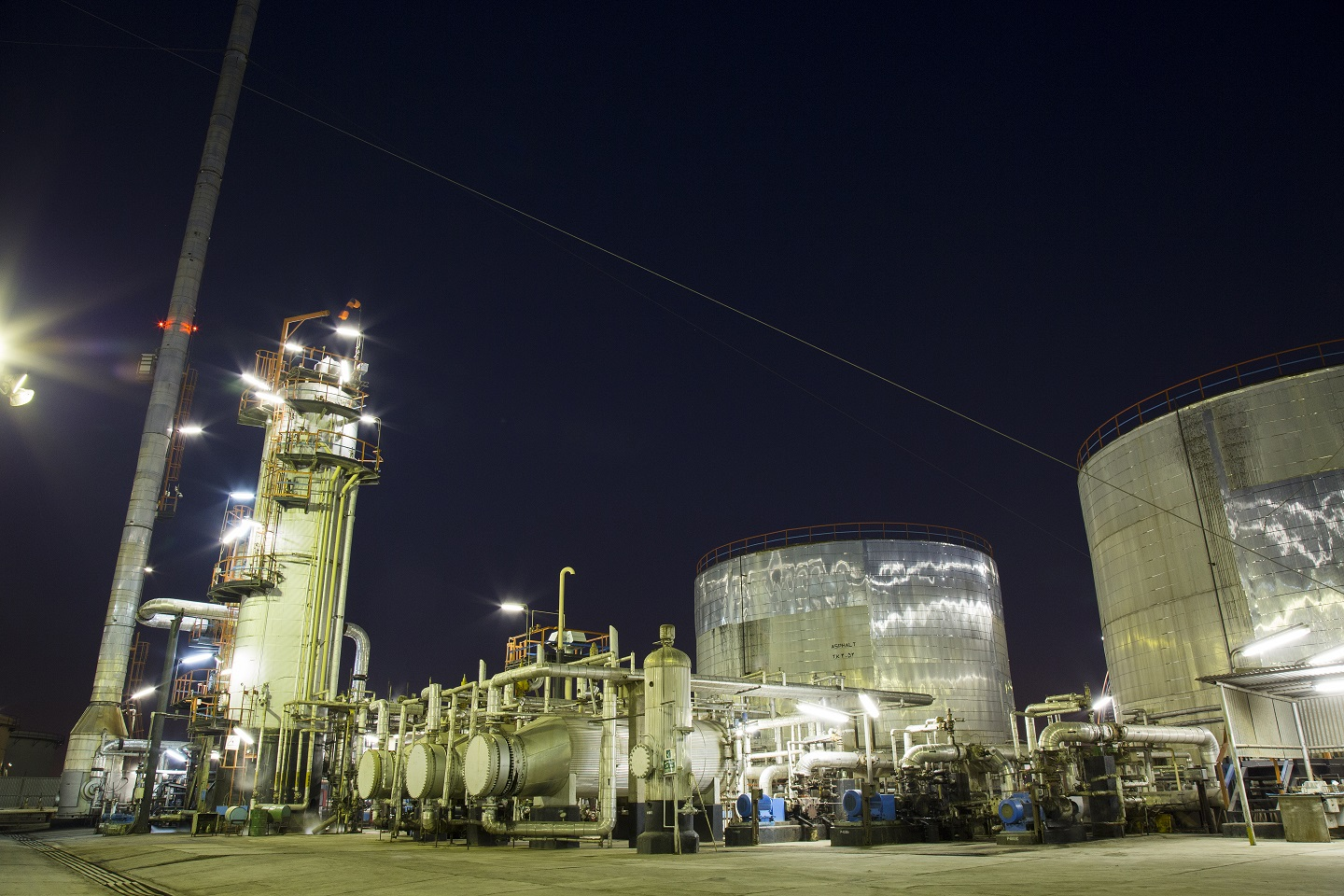
پالایشگاه نفت جی در اصفهان

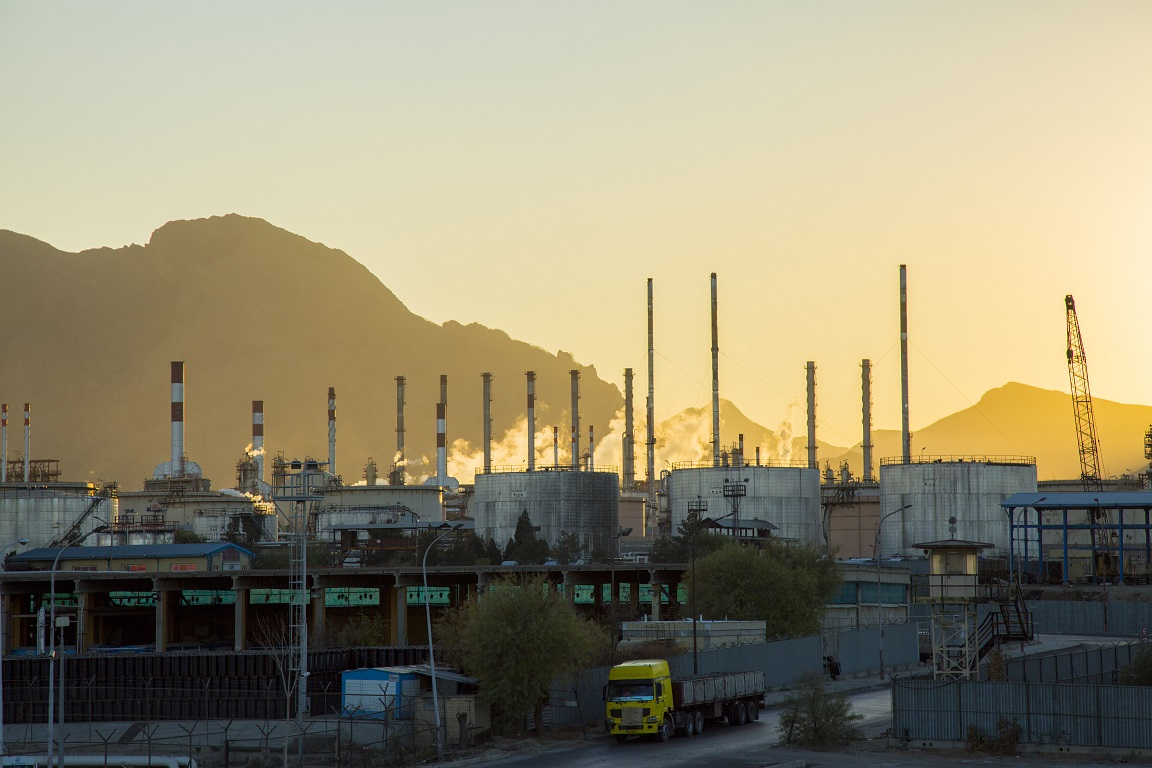
پالایشگاه نفت جی در اصفهان

شرکت پالایش نفت جی یا پالایشگاه نفت جی با سرمایه‌گذاری صندوق بازنشستگی کارکنان صنعت نفت در سال ۱۳۸۲ تأسیس گردیده‌است. این شرکت با ظرفیت اسمی ۲٬۴۰۰٬۰۰۰ تن به عنوان بزرگترین واحد تولیدکننده انواع قیر در ایران و منطقه خاورمیانه می‌باشد. این شرکت دارای دو واحد تولید و ذخیره‌سازی در اصفهان و بندر عباس و منطقه ویژه اقتصادی خلیج فارس (در حال احداث) و دفتر مرکزی تهران می‌باشد. واحد اصفهان دارای ۴ واحد مجزای تولید انواع قیرهای دمیده مجموعاً به ظرفیت اسمی ۴۰٬۰۰۰ بشکه در روز، قیرهای محلول در روز و قیرهای امولسیونی به ظرفیت ۲۰۰ تن در روز است. این مرکز یک واحد مجزا جهت تولید قیرهای پلیمری و اصلاح شده با ظرفیت۱۰۰٬۰۰۰ تن در سال دارد. آزمایشگاه شرکت نفت جی مجهزترین آزمایشگاه صنعتی قیر کشور و منطقه بوده و به عنوان اولین آزمایشگاه اکرودیته بین‌المللی دارای گواهینامه استاندارد ۱۷۰۲۵ ازسال ۲۰۰۷ میلادی شناخته شده‌است. این آزمایشگاه به عنوان یک مرجع صادرکننده نتایج آزمون انواع قیر و همکار شرکت‌های مختلف بازرسی از جمله SGS و Atlas در منطقه بوده، سایت بندر عباس مجتمع ذخیره‌سازی و پایانه صادراتی جهت ارائه خدمات متنوع تحویل در سال ۱۳۹۵ به بهره‌برداری رسید. این مجموعه شامل ۸ دستگاه مخزن به ظرفیت ۳۰۰۰ تن (مجموع ظرفیت ذخیره‌سازی۲۴٬۰۰۰ تن) است و طراحی، ساخت وبهره‌برداری این سایت براساس استانداردهای جهانی ASTM , IPS ،API, NFPA20 است و همچنین پروژه واحد تولید انواع قیر شرکت پالایش نفت جی در منطقه ویژه اقتصادی خلیج فارس در حال احداث بدست مهندسان این شرکت می باشد.
این شرکت در راستای استقرار سیستم مدیریت یکپارچه (IMS)، رعایت الزامات زیست‌محیطی و کیفیت محصولات تولید موفق به اخذ گواهینامه‌های ISO/IEC17025 به سال ۲۰۱۲، ISO9001 به سال ۲۰۰۸، ISO/TS29001 به سال ۲۰۱۰، ISO14001 به سال ۲۰۰۴، ISO10015 به سال ۱۹۹۹، BS-OHSAS18001 به سال۲۰۰۷ و استانداردملی ایران ISIRI می‌باشد.